# Fernand Canelle
Fernand Émile Canelle (Parigi, 2 gennaio 1882 – Rueil-Malmaison, 11 settembre 1951) è stato un calciatore francese. Fu il primo capitano della Nazionale di calcio della Francia.
La sua vita calcistica è legata al Club français, squadra parigina, in cui giocò dal 1896 (all'età di 14 anni) al 1922. Nei suoi 28 anni nel mondo del calcio vinse tre Coupe de la ville de Paris, sei coppe Manier e la medaglia d'argento all'Olimpiade 1900 di Parigi.

## Palmarès
| Anno | Manifestazione | Sede   | Evento | Risultato | Note |
| ---- | -------------- | ------ | ------ | --------- | ---- |
| 1900 | Olimpiadi      | Parigi | Calcio | Argento   |      |